# Ismael Sanogo
Ismael Sanogo (Newark (Nueva Jersey), 16 de julio de 1996) es un jugador de baloncesto estadounidense con nacionalidad costamarfileña que actualmente pertenece a la plantilla de Aris BC de la A1 Ethniki, la primera categoría del baloncesto griego. Con 2,03 metros de altura juega en la posición de Alero.

## Trayectoria

### Universidad
Jugó durante cuatro temporadas con los Seton Hall Pirates de la Universidad Seton Hall desde 2014 a 2018.

### Profesional
Tras no ser elegido en el Draft de la NBA de 2018, fue contratado por los Long Island Nets de la NBA G League.
Durante la temporada 2019-20, Sanogo promedió 5.5 puntos y 4 rebotes, en 24 partidos con Long Island Nets.
El 6 de junio de 2021, se compromete con el Vanoli Cremona de la Lega Basket Serie A, la primera categoría del baloncesto italiano.
En la temporada 2022-23, firma por el Aris BC de la A1 Ethniki, la primera categoría del baloncesto griego.